# فيلي وات
فيلي وات (بالإنجليزية: Willie Watt)‏ هو لاعب كرة قدم بريطاني في مركز نصف الجناح، ولد في 6 يونيو 1946 في أبردين في المملكة المتحدة. لعب مع ريث روفرز.